# استان آلابا
آلابا (اسپانیایی: Alava) (باسکی: آرابا Araba) استانی در شمال اسپانیا در جنوب بخش خودمختار باسک است.

## جغرافیا
این استان ۵۱ دهستان دارد.
در این استان ۳۰۱٬۹۲۶ نفر زندگی می‌کنند (آمار رسمی سال ۲۰۰۶ میلادی) و مساحت استان نیز ۲٬۹۶۳ کیلومتر مربع است.
شهر بیتوریا مرکز استان و نیز مرکز بخش خودمختار است.
این استان به هفت شهرستان تقسیم شده است: آنیانا، آیالا، کامپسو، لاگواردیا، سالباتیرا، بیتوریا و سویا.

## گالری

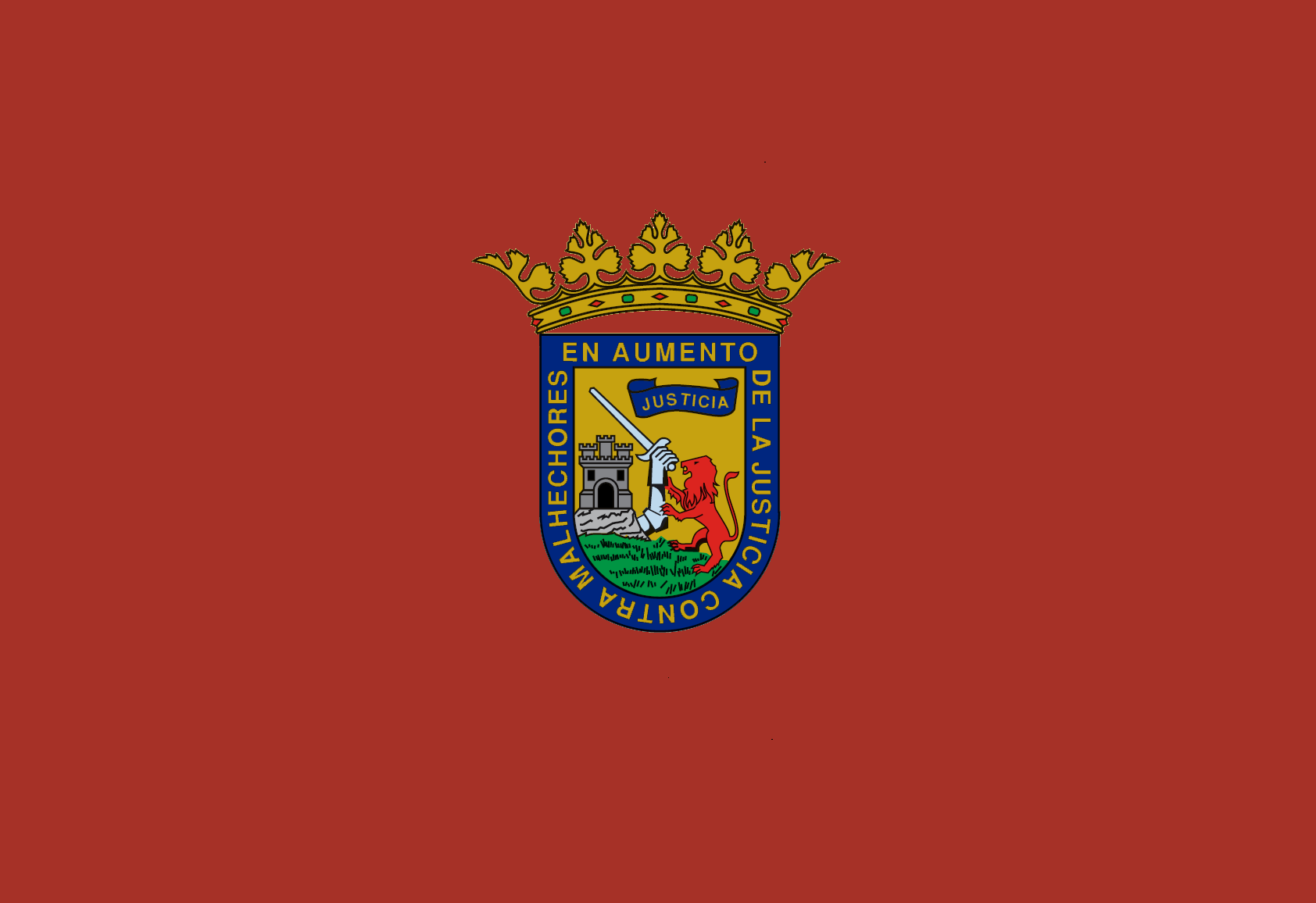